# Sandown
Sandown ist ein Seebad und Civil parish an der Ostküste der südenglischen Isle of Wight mit rund 5.000 Einwohnern. Es liegt nördlich von Shanklin. Beide Orte liegen an der
Sandown Bay, einer Bucht des Ärmelkanals. Der Küstenverlauf ist von langen Sandstränden geprägt.

## Geografie und Umgebung
Im nördlichen Teil der Sandown Bay befindet sich unter Wasser ein Vorkommen von versteinerten Bäumen (englisch petrified forest), das bei extremer Ebbe teilweise aus dem Wasser ragt.
Nordöstlich von Sandown liegt Culver Down mit öffentlich zugänglichen Kreidefelsen (in Südengland chalk downlands genannt), die überwiegend in Besitz und Verwaltung des National Trust for Places of Historic Interest or Natural Beauty (kurz National Trust) sind. Nordwestlich von Sandown landeinwärts liegen die Sandown Levels, eines der wenigen Süßwasser-Feuchtgebiete auf der Insel Wight. Das dortige Naturreservat Alverstone Mead ist ein beliebter Ort zur Vogelbeobachtung. Westlich von Sandown befindet sich das etwa 0,2 Quadratkilometer große Waldgebiet von Borthwood Copse, das im Besitz des National Trust ist und früher ein königlicher Jagdgrund war.

## Geschichte
Ursprünglich war Sandown lediglich von militärischer Bedeutung aufgrund seiner weitläufigen Sandstrände, die einen potenziellen Anlandungsplatz für eine Invasion darstellten. In Sandown lag das von Heinrich VIII. ab 1544 errichtete ehemalige Sandown Castle. Da es zu nahe am Meer gebaut wurde, litt es stark unter Erosion und wurde vor dem Aufbau des heutigen Ortes Sandown aufgegeben. Heute befindet sich dort der Sandham Grounds Public Park zwischen  Fort Street und Culver Parade. Bei Ebbe sollen noch Ruinenreste sichtbar sein. Weitere Festungen in der Stadt sind das Diamond Fort (benannt nach seinem Grundriss) und das heute als Zoo genutzte Granite Fort.
Eines der ersten zivilen Gebäude war Villakin, ein Ferienhaus, das dem radikalen Politiker John Wilkes im 18. Jahrhundert gehörte, als die Mode der Ferien am Meer langsam aufkam.
Zunächst nur den Reichen vorbehalten, wurden solche Reisen durch den Ausbau von Eisenbahn und Ausflugsdampfern zunehmend erschwinglicher. Die Sandstrände und das vergleichsweise sonnige Wetter machten es möglich, dass Sandown im Viktorianischen Zeitalter – wie auch weitere Orte auf der Insel Wight – ein Seebad wurde. Die Entwicklung der Seebäder begünstigte den Ausbau der Eisenbahn, sodass eine Verbindung nach Ventnor im Süden und nach Ryde auf der Nordseite der Insel geschaffen wurde.
Der Bahnhof von Sandown liegt heute an der einzigen noch aktiven Bahnstrecke der Insel, die Ryde und Shanklin verbindet.

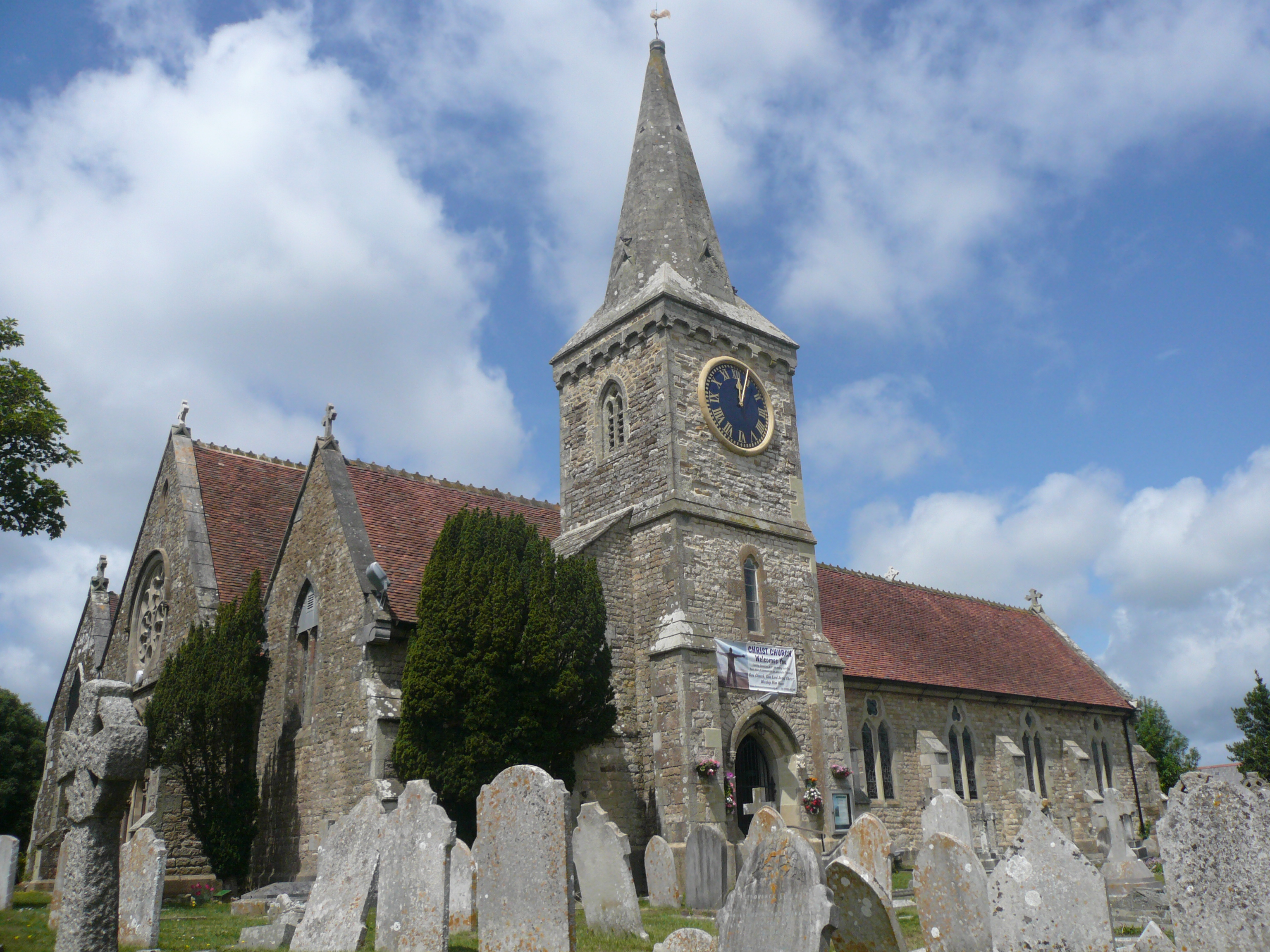
Die Christ Church

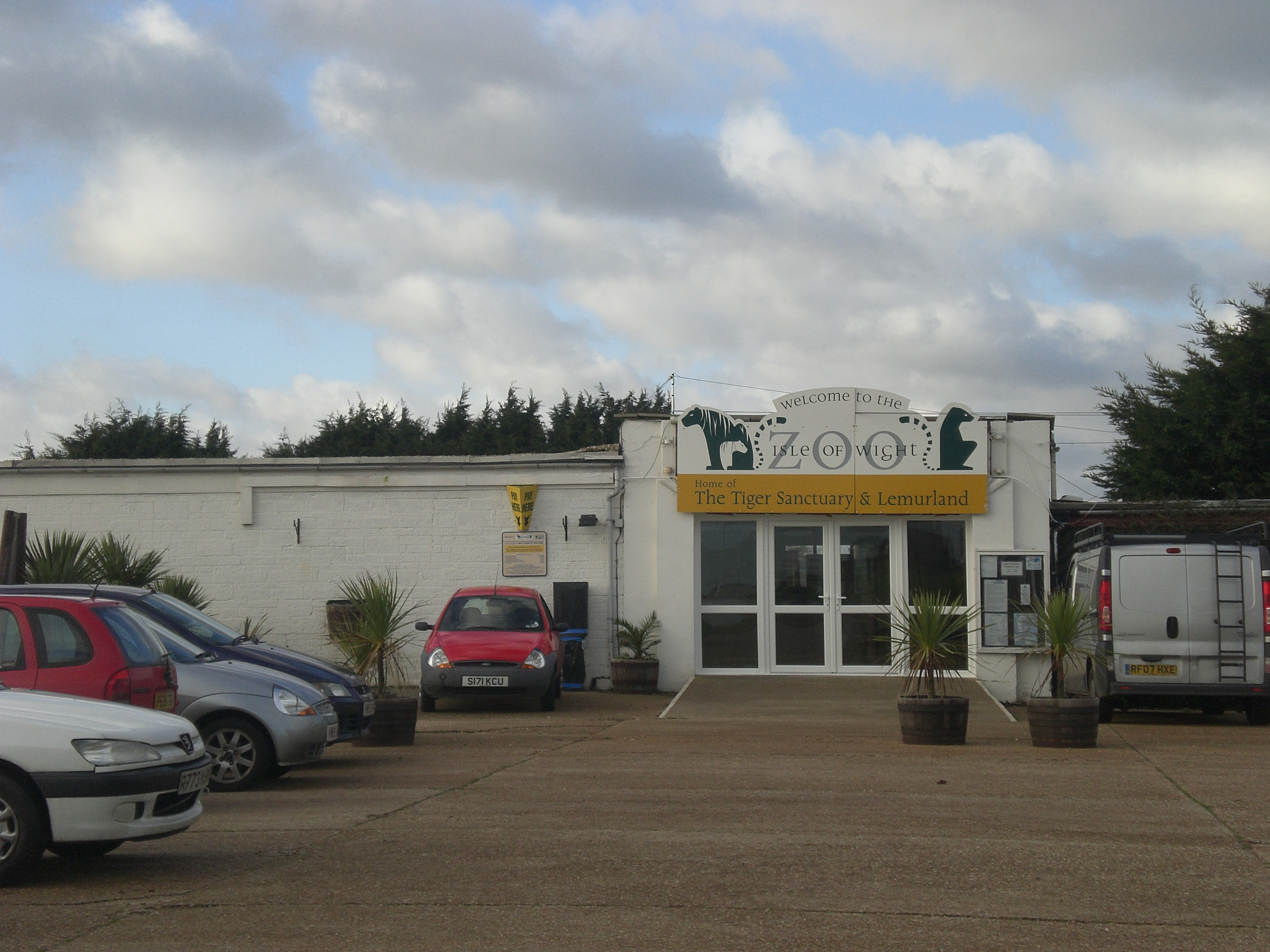
Der Eingang des Isle of Wight Zoo

## Kultur und Sehenswürdigkeiten
In Sandown befinden sich die Christ Church und die Church of St. John the Evangelist, beides anglikanische Kirchen.
An der Esplanade von Sandown stehen einige Hotels im viktorianischen und edwardianischen Stil.
Am Sandown Pier befindet sich ein großes Vergnügungszentrum. Weiter nördlich befindet sich der Isle of Wight Zoo (auch unter dem Namen Sandown Zoo bekannt), der auf das Halten von Tigern spezialisiert ist. Im Westen landeinwärts befindet sich ein 18-Loch-Golfplatz.

## Verkehr
Sandown liegt an der Eisenbahnlinie Island Line Railway. Busse des Unternehmens Southern Vectis fahren Sandown auf den Routen 2, 3 und 8 an. Direkte Busverbindungen gibt es unter anderem nach Bembridge, Newport, Ryde, Shanklin und Ventnor.

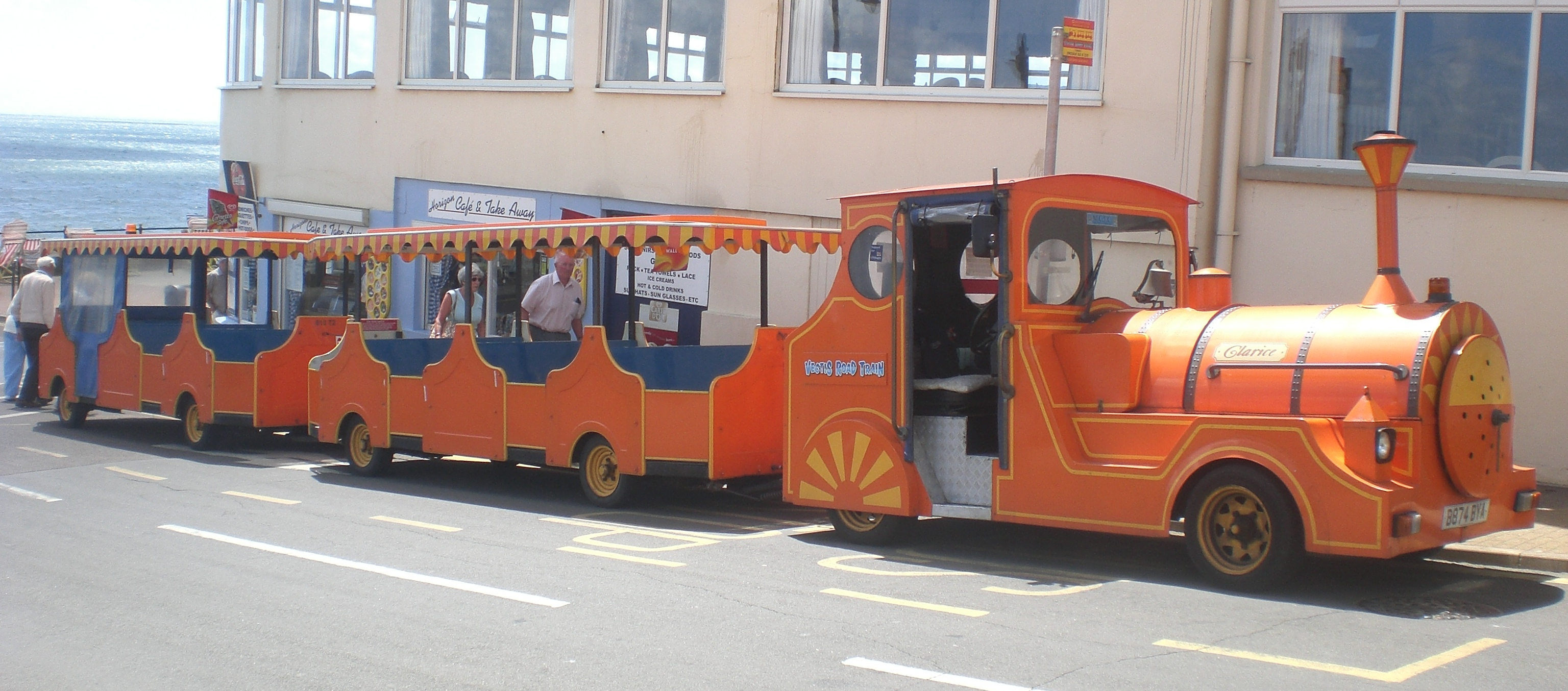
Ein früherer Sandown Road Train, der eine Stadtrundreise anbot.

## Städtepartnerschaften
- Tonnay-Charente, Département Charente-Maritime, West-Frankreich
- St. Pete Beach, Florida, USA

## Persönlichkeiten mit Bezug zu Sandown
- John Wilkes, ehemaliger Bürgermeister von London, besaß ein Haus in Sandown und hielt sich hier regelmäßig auf.
- Lewis Carroll verbrachte längere Urlaubsaufenthalte in Sandown und traf hier erstmals Gertrude Chataway, die ihn zu The Hunting of the Snark inspirierte.
- Charles Darwin begann seinen „abstract“, der später das Werk Origin of Species wurde, im King’s Head Hotel in Sandown im Juli 1858 und zog noch im Juli zum Shanklin’s Norfolk House Hotel, wo er sich zwei Wochen aufhielt. Darwin kam mehrmals zurück auf die Insel Wight.[1]
- Richard Strauss verbrachte im Ocean Hotel 1902 und 1903 Sommerurlaube und arbeitete an seiner Sinfonia domestica.
- Mitglieder der Bands Level 42 und The Bees besuchten die Sandown High School.
- Karl Marx besuchte die Sandown Library, um die „Isle of Wight County Press“ zu lesen.
- Victoriakreuzträger Eric Charles Twelves Wilson wurde in Sandown geboren.

## Verschiedenes
Die Fernsehserie Tiger Island berichtet vom Leben der Tiger im Isle of Wight Zoo.
N.B. Das Glücksspiel Sandown trägt seinen Namen nicht nach dieser Stadt, sondern nach der Pferderennbahn Sandown Park bei London.